# کوشچیان
کوشچیان (به لهستانی:  Kościan) یک منطقهٔ مسکونی در لهستان است که در شهرستان کوشچیان واقع شده‌است.
 کوشچیان ۸٫۷۵ کیلومتر مربع مساحت و ۲۳٬۹۵۲ نفر جمعیت دارد.

## خواهرخوانده
شهرهای راکوونیک، آلتزی و زومگ خواهرخوانده‌های کوشچیان هستند.